# Stypa

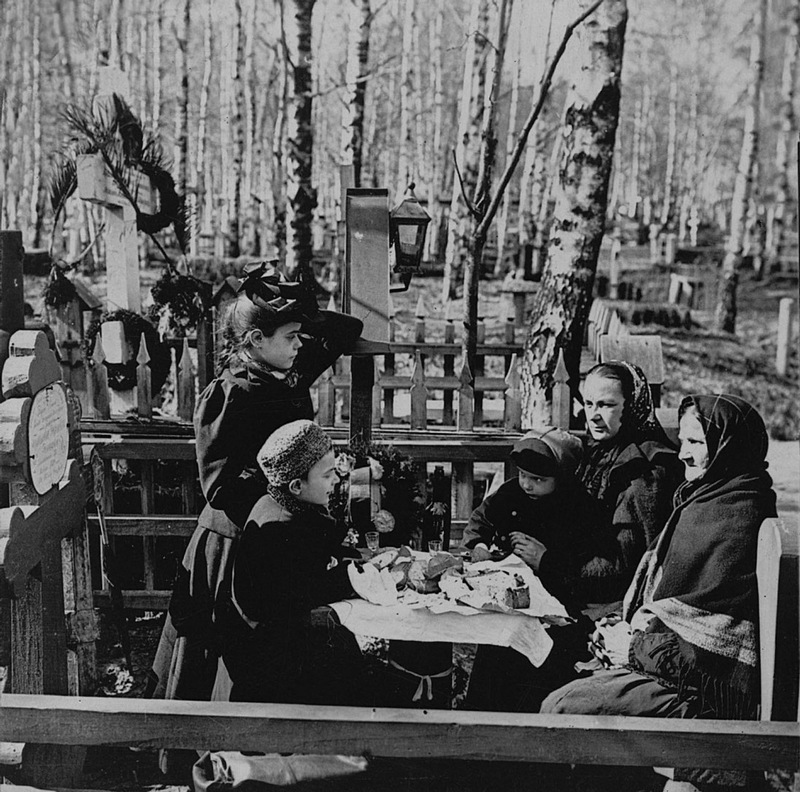
Stypa na cmentarzu. Rosja, 1919.

Stypa (też uczta pogrzebowa, konsolacja, od łac. consolatio – ulga, pociecha) – u Słowian uroczysta uczta organizowana z powodu śmierci kogoś bliskiego lub znanej osoby, wojownika albo wodza. Uczty takie organizowano na cmentarzach zwanych żalnikami, co u Słowian wschodnich i południowych przetrwało w postaci połączonych z ucztowaniem obchodów Zaduszek.
Dzisiejsza nazwa uroczystego poczęstunku pochodzi od łacińskiego słowa stipis, które oznaczało składkową ofiarę i jednocześnie drobny pieniążek wkładany zmarłym w usta. Dzięki organizacji stypy jej uczestnicy nie tylko mogą się posilić po pogrzebie, ale także pocieszyć po stracie bliskiej osoby.